# Dactylopisthes video
Dactylopisthes video là một loài nhện trong họ Linyphiidae.
Loài này thuộc chi Dactylopisthes. Dactylopisthes video được Ralph Vary Chamberlin & Wilton Ivie miêu tả năm 1947.